# Червоноламкість
Червонола́мкість — властивість металів і сплавів збільшувати крихкість в області температур червоного чи жовтого розжарення (850…1150 °C). Викликається оплавленням границь зерен через наявність домішок атомів легкоплавких елементів або евтектик (наприклад, атомів вісмуту і свинцю у сплавах з кремнієм).
Червоноламкість сталі — схильність сталі до появи тріщин у зв'язку з підвищенням крихкості при гарячій обробці тиском (кування, штампування, вальцювання) в області температур 850…1150 °C. Червоноламкість сталей обумовлюється головним чином розподілом деяких домішок (мідь, сірка) по границях зерен металу. У поверхневому шарі сталі, що містить понад 0,4…0,5% міді, при високих температурах інколи утворюються місцеві скупчення структурно-вільної міді, внаслідок чого при деформації металу можуть виникнути поверхневі надриви і тріщини. Червоноламкість спостерігається також у сталі з підвищеним вмістом сірки і зниженим вмістом мангану. В цьому випадку сірка знаходиться в сталі не у вигляді порівняно тугоплавкого сірчистого марганцю MnS, а у вигляді сірчистого заліза FeS, яке утворює із залізом евтектику, розміщену по границях зерен. При 988 °C ця евтектика плавиться, що порушує зв'язок між зернами і при деформації викликає появу тріщин. Манган ліквідує червоноламкість, бо його
сульфіди не утворюють сітки по границях зерен і мають температуру плавлення близько 1620 °C. Разом із тим, сульфіди мангану, як і інші неметалеві включення, також знижують в'язкість і пластичність, зменшують міцність сталі при втомі. Тому вміст сірки повинен бути низьким. Підвищений (до 0,2 мас.%) вміст сірки допускається тільки в автоматних сталях для виготовлення кріпильних деталей невідповідального призначення (сірка покращує оброблюваність сталі).
Для зменшення шкідливого впливу та усунення червоноламкості в сталь вводять певні елементи (алюміній, титан, цирконій тощо), котрі утворюють тугоплавкі сульфіди. Концентрація міді на границях зерен може бути деякою мірою обмежена легуванням нікелем, молібденом, бором.